# Theodor Chindler
Theodor Chindler ist ein 1936 erschienener Roman von Bernard von Brentano. Er handelt von dem Reichstagsabgeordneten und Mitglied des Zentrums Theodor Chindler und seiner Familie und spielt in den Kriegsjahren 1914–1918.

## Verfilmung
Im Jahr 1979 adaptierte der WDR Brentanos Roman als mehrteilige Fernsehserie unter der Regie von Hans W. Geißendörfer.

## Ausgaben
- 1936 Oprecht & Helbing, Zürich
- 1945 Atlantis-Verlag, Zürich
- 1951 Limes-Verlag, Wiesbaden
- 1953 Rowohlt, Hamburg
- 1960 Büchergilde Gutenberg, Frankfurt a. M.
- 1961 Hans-Bredow-Institut, Hamburg
- 1979 Insel-Verlag, Frankfurt a. M.
- 1980 Dt. Bücherbund, Stuttgart
- 1983 Suhrkamp, Frankfurt a. M.
- 2001 Suhrkamp, Frankfurt a. M.
- 2014 Schöffling & Co., Frankfurt a. M.